# 陳凰鳳
陳凰鳳本名陳氏凰鳳（1970年—），來自越南順化市，和台灣丈夫簡志榮結婚後移民到台灣定居，目前擔任國立政治大學外文中心的越南語講師。曾獲得第50屆金鐘獎教育文化節目主持人獎。

## 外部連結
- 陳凰鳳的Facebook專頁